# Hermann Asbach
Hermann Asbach (* 18. März 1894 in Rüdesheim am Rhein; † 5. Mai 1966 ebenda) war ein deutscher Weinbrand-Fabrikant und Unternehmer.

## Leben
Hermann Asbach war der Sohn des Weinbrand-Fabrikanten Hugo Asbach und Anna Maria Katharina Boltendahl. Sein Bruder war Rudolf Asbach.
Er war Mitinhaber der Weinbrennerei Asbach & Co. in Rüdesheim. Des Weiteren war Asbach Ehrenvorsitzender des Verbands der Weinbrennereien und Vizepräsident der Industrie- und Handelskammer Wiesbaden.
Er war mit Rita Klein verheiratet.
Asbach war Mitglied der Landsmannschaft Nibelungia Marburg.

## Ehrungen
- 1954: Verdienstkreuz der Bundesrepublik Deutschland
- 1959: Großes Verdienstkreuz der Bundesrepublik Deutschland
- 1964: Großes Verdienstkreuz mit Stern der Bundesrepublik Deutschland
- Ehrenbürger der Stadt Rüdesheim am Rhein